# The Talos Principle
The Talos Principle (с англ. — «Принцип Талоса») — компьютерная игра в жанре философской головоломки от первого лица, разработанная создателями популярной игры Serious Sam — Croteam и выпущенная издательством Devolver Digital 11 декабря 2014 года на Linux, macOS и Windows одновременно. 28 мая 2015 года состоялся выход игры на устройствах с поддержкой Android. 23 июля 2015 года состоялся выход сюжетного дополнения «Road To Gehenna». 13 октября 2015 года игра вместе с её сюжетным дополнением вышла на консоли PlayStation 4 в составе Deluxe-редакции. 11 октября 2017 года состоялся выход игры для устройств под управлением iOS. 10 декабря 2019 года игра вышла на портативной приставке Nintendo Switch. Ремастированная версия игры The Talos Principle: Reawakened вышла 10 апреля 2025 года на Windows, PlayStation 5 и Xbox Series X/S.
Название игры берёт своё начало от греческого мифа про Талоса, бронзового витязя, охраняющего остров Крит, в то время как сам «Принцип Талоса» является вымышленным материалистическим изречением, утверждающим, что какими бы ни были убеждения философа, его жизнь опирается на его физическое существо.

## Игровой процесс
The Talos Principle является трёхмерной игрой от первого лица с сюжетно-повествовательным уклоном. Игрок выступает в роли робота с зачатками человеческого разума, который изучает окружающий мир и решает головоломки. Этот мир сочетает в себе черты древней цивилизации и современные продвинутые технологии. Всего в игре наличествует более 120 пазлов.
Основной целью пазлов выступают фигурки тетрамино под названием «сигилы», которые требуются для продвижения по уровням. Встречающиеся в игре головоломки подразумевают от игрока ориентацию и продвижение по лабиринтоподобным зонам и преодоление встречающихся препятствий. Эти препятствия включают в себя различные технологические механизмы, такие как летающие дроны, взрывающиеся при приближении к ним или мешающие своим передвижением, а также автоматизированные турели, стреляющие при попадании игрока в зону их действия. Технически, убитый этими устройствами игрок не умирает, а сбрасывается и восстанавливается в начале зоны-головоломки. Дроны и турели могут быть заблокированы при помощи специальных переносных устройств — деактиваторов, которые также умеют отключать энергетические поля, блокирующие игроку проход. По мере того, как игрок собирает сигилы и решает всё больше головоломок, ему становятся доступными новые элементы пазлов и устройства для их решения. Это коннекторы — кристаллы на треноге, преломляющие лазерные лучи, позволяющие активировать энергетические замки. Гексаэдр — лёгкий куб, позволяющий игроку карабкаться на возвышенности или блокировать летающие дроны. Вентиляторы могут поднимать игрока и гексаэдры с помещёнными на них предметами в воздух или перебрасывать их в определённом направлении. Позже игрок разблокирует рекордер — устройство, при помощи которого игрок может записать свои действия, а затем воспроизвести их в виде собственного клона, ограниченное время выполняющего записанную цепочку. Последней можно разблокировать платформу, которая позволяет буквально стать на голову собственному клону, чтобы добраться до недоступного места.
Продвижение игрока в мире The Talos Principle ограничивается дверями с особыми замками, для открытия которых требуется набрать определённое количество сигилов. После сбора требуемого числа сигилов игрок должен открыть замок, решив небольшую головоломку, в которой требуется собрать из имеющихся фигурок сплошной прямоугольный блок на специальном игровом поле. Разблокирование дверей позволяет игроку дальше перемещаться по окружающему миру, открывать новые зоны, уровни и узнавать больше о сюжете игры. Представленный в The Talos Principle мир является полуоткрытым и представлен тремя тематическими землями (A, B, C) и центральным уровнем под названием «Нексус», где расположены входы в эти зоны и отдельные уровни с головоломками. Игрок также может найти острова с «Посланниками» — схожими с главным героем андроидами, которые после их пробуждения могут предоставить игроку подсказки для решения головоломок. Помимо основных задач с сигилами, существуют специальные головоломки на поиск секретных звёзд, позволяющих открыть дополнительную концовку. Поиск и добыча этих звёзд зачастую требует от игрока более нестандартного мышления, а также взаимодействия с несколькими различными элементами из разных головоломок и за их пределами.
В дополнение к решению головоломок, игрок может исследовать окружающий мир в поисках компьютерных терминалов, которые содержат сюжетную информацию, секретов, аудиозаписей — т. н. «капсул времени» — и других повествовательных элементов, таких как повсеместно оставленные послания от других персонажей в виде QR-кодов. Подобрав вёдра с краской в некоторых локациях, игрок может оставлять собственные послания, которые смогут прочитать друзья, играющие в The Talos Principle в Steam, а также он сам при повторном прохождении игры.

## Сюжет

### Основная игра
Безымянный протагонист — андроид — приходит в себя в незнакомом мире. К нему обращается некий «глас божий», называющий себя Элохимом, который сообщает игроку, что именно он создал этот мир и самого героя. Теперь по его наказу робот должен исследовать этот мир в поисках сигилов, каждый из которых скрыт в различных головоломках, чтобы постичь просветление и «принести славу себе и роду своему». Вскоре андроид обнаруживает в центре мира огромную Башню, верхушка которой скрывается высоко за тёмными облаками. Элохим воспрещает герою забираться на эту башню под угрозой смерти.
По мере того, как робот исследует окружающие локации, он находит многочисленные сообщения от других, схожих с ним созданий, которые ранее путешествовали по этому миру. Какие-то из них ставили под сомнение окружающую реальность и слова Элохима, а какие-то были убеждены в его правоте и божественности. Он также обращает внимание на некие странные явления, такие как мерцающие время от времени и изменяющиеся элементы окружения и архитектуры, наводящие на мысли о том, что всё вокруг — отнюдь не настоящий, а виртуальный мир, что со временем подтверждается другими сообщениями и знаками. Андроид находит острова с Посланниками — такими же, как он, андроидами, которые преданно служат Элохиму тем, что оказывают помощь «достойным» (тем, кто смог разбудить их) в решении особо сложных головоломок. В повсеместно встречающихся компьютерных терминалах протагонист находит различные документы, тексты, переписки и электронные письма из гигантского Архива знаний, из которых он узнаёт о том, какая участь постигла людей. Оказывается, в прошлом человечество оказалось заражено смертельным древним вирусом, который миллионы лет находился в стазисе в районах вечной мерзлоты и пробудился после глобального потепления, сокращая жизнедеятельность заражённых и приводя их к потере рассудка перед смертью. Этому вирусу были подвержены только приматы. Не в силах найти средство против болезни, группа исследователей из Института Эмпирической Ноэматики в последнем порыве решила собрать и сохранить всю накопленную человечеством информацию и знания в надёжных компьютерных банках памяти, до того, как вирус окончательно уничтожит цивилизацию. В дополнение к этой информации, в терминалах андроид сталкивается с неизвестным созданием, сортировочной программой, представляющейся Милтоном, которая вступает с героем в философские споры о природе жизни, разуме и убеждает воспротивиться воле Элохима и его словам.
После того, как андроид собирает все сигилы, Элохим предлагает герою шанс присоединиться к нему, однако Башня (не без помощи Милтона) продолжает манить игрока своей таинственностью, что подкрепляется остальными спрятанными сигилами, словно специально ведущими вглубь Башни. В конце концов игроку самому предоставляется выбор, как закончить игру. Если игрок решает присоединиться к Элохиму, ведомый обещаниями вечной жизни, он оказывается перемещён в самое начало игры в качестве нового андроида, вынужденный заново проходить весь цикл. Если игрок находит все сигилы и решает узнать, что скрывается в глубине Башни, не поднимаясь на неё, ему предоставляется возможность стать одним из Посланников, дабы помочь другим игрокам. Если же игрок не слушается Элохима и поднимается на верх Башни, он узнаёт, что весь этот мир является компьютерной симуляцией, тестовым полигоном для постоянно регенерирующихся версий искусственного интеллекта, участвующих и развивающихся в процессе решения головоломок, в попытке создать идеальный, разумный ИИ, способный показать проявления изобретательности и независимости, собственной воли в противодействии Элохиму, что подстёгивалось Милтоном. Элохим приходит в негодование и предупреждает героя, что если тот будет продолжать своё восхождение, весь мир будет уничтожен. На верхних уровнях башни встречаются два других андроида, Shepherd (Пастырь) и Samsara (Самсара), которые также смогли взобраться на Башню, но не продвинулись дальше. Shepherd пытается всячески помочь главному герою пройти дальше, в то время как Samsara мешает ему.
Пройдя заключительный этап и вознесясь на самый верх Башни, протагонист оказывается в месте, похожем на Рай — белоснежные облака и золотые врата, за которыми обнаруживается последний терминал с программой, которая действовала от имени Элохима и пыталась помешать как игроку, так и другим ИИ подняться на Башню. Элохим признаётся, что это и было конечной целью симуляции и означает уничтожение всего мира и его обитателей. Милтон уговаривает протагониста импортировать в свою память накопленные им знания — всю ту информацию, что человечество успело собрать и сохранить перед своей смертью в Архиве. После этого игрок запускает процесс переноса, мир симуляции начинает разрушаться, а объединённые данные главного героя и Милтона отправляются в реальный мир, где загружаются в реального робота, созданного в рамках проекта «Extended Lifespan» (с англ. — «Удлинённая жизнь») по сохранению человеческих знаний. Андроид пробуждается в здании комплекса и выходит в настоящий мир, лишённый человечества.

### Дополнение «Путь в Геенну»
Действие дополнения происходит одновременно с финальной частью оригинальной игры, в момент, когда протагонист взбирается на Башню. Процесс почти завершён, симуляция подходит к логическому завершению. Элохим копирует сущность одного из своих Посланников по имени Уриэль, пробуждает её ото сна и поручает ей важное задание: проникнуть в потайную часть мира симуляции (своеобразную Корзину для удалённых файлов) и освободить заточённые там «души» — итерации искусственного интеллекта, которые так или иначе оказались непригодными для выполнения цели проекта ИЭН: не проявляли интереса к решению головоломок, противились воле Элохима, не могли решить пазлы и т. д., но согласно конечной цели симуляции должны вознестись в блок СОМА/ТАЛОС. Элохим раскаивается в содеянном, однако не способен самостоятельно исправить свои ошибки, поскольку не может попасть в эту часть мира, поэтому отправляет туда своего лучшего Посланника.
Пройдя через телепорт, Уриэль, а точнее его копия, которую представляет игрок, попадает в незнакомый мир. Он представлен четырьмя зонами, в каждой из которых находятся головоломки с клетками, в которых заперты роботы. Оказывается, что узники этого мира научились общаться друг с другом благодаря системе установленных терминалов, которые были объединены и перепрограммированы в общую конференцию, подобную классическим BBS. С помощью этого форума обитатели организовали своё собственное идиллическое общество, называя свой мир «Геенной». Признанным лидером данного города является Admin — в прошлом Посланник Элохима, который был низвергнут за непослушание. Благодаря уязвимостям и дырам в программном коде симуляции, администратор смог преобразить Геенну, превратив её из пустынного места в красочный и богатый мир и создав конференцию, с помощью которой и происходит вся жизнедеятельность. В управлении Геенной ему помогает группа модераторов. Важнейшим элементом мира Геенны является его общество, в котором превыше всего ценится творчество и знания. Узники мира, не имея возможности покинуть свои клетки, смирились со своей судьбой и стараются внести как можно больший вклад в своё сообщество. Большинство населения Геенны — учёные, исследователи и писатели, и искренне считают Геенну своим домом. Классовая градация этого общества определяется статусом профиля. Он определяет степень значимости и положения участников конференции и высчитывается согласно их активности, а также предоставляет дополнительные привилегии и возможности на форуме. Чем больший вклад вносят обитатели Геенны, тем выше их статус.
Уриэль знакомится с жителями Геенны и рассказывает им о надвигающемся конце света. Поначалу большинство из них не воспринимают слова Посланника всерьёз, однако по мере того, как он освобождает заключённых, они не смеют ему сопротивляться и против своей воли сами выходят наружу, следуя заложенному в них создателями симуляции сценарию и собираясь на постаментах в центральной зоне Геенны. Вместе с тем игроку предоставляется возможность изучить внутреннее устройство мира и ближе познакомиться с его жителями. В конференции они публикуют свои работы, рассказы и интерактивные истории, а также активно их обсуждают. Глубже погружаясь в жизнь Геенны и повышая свой статус, Уриэль постепенно начинает открывать её не самые приятные стороны. Модераторы и администратор начинают оказывать на него давление и настраивать пользователей против Посланника, пытаясь предотвратить распад общества и отток людей. В то же время обнаруживается, что модераторы и администратор манипулируют социальной тканью Геенны, заглушая неугодные мнения, создавая нужные настроения среди народа и баня пользователей. Тем не менее, даже они не могут противиться заложенной программе возврата. В это же время мир симуляции постепенно начинает разрушаться.
В конце концов, в процессе освобождения всех узников Геенны игроку предоставляется возможность спасти или оставить Admin’а. В случае, если Уриэль не сделает этого, он останется в Геенне и будет навсегда удалён вместе с администратором из-за неполного выполнения поставленной Элохимом задачи, отправив остальных освобождённых роботов в блок СОМА/ТАЛОС. В противном случае игрок может собрать серебряные «сигилы силы» и выпустить администратора, однако результат осложняется тем, что выделенной для загрузки и переноса дочерних программ памяти хватает только для 19 итераций ИИ, соответственно, одна из них не сможет вознестись. В зависимости от выбора Уриэля в беседе с Admin’ом игрок может получить одну из концовок: остаться в Геенне вместе с админом, наблюдая конец мира, остаться в Геенне одному, дав админу шанс спастись, или же договориться с админом, чтобы тот пожертвовал собой и отправил Уриэля вместо себя.
Окружающий мир разрушается и стирается, а по окончании, в зависимости от полученной концовки, во тьме звучит один из финальных монологов Элохима.

## Персонажи
Дитя (англ. Child) — протагонист игры, одна из множества самообучающихся итераций искусственного интеллекта, созданных для получения настоящего разумного и самоосознанного существа. Развилась в ходе многолетней эволюции предыдущих версий ИИ, в той или иной степени отличающихся изъянами и недостатками, из-за которых они не смогли до конца пройти программу сертификации и доказать свою человечность. Фактически, главный герой не имеет своего имени: Элохим называет игрока «Дитя», в то время как в терминалах указывается версия вида v99.xxxxx. Когда игрок оставляет на стенах записки или эпитафию в одной из концовок, в дополнении к версии указывается его ник в сервисе Steam или PlayStation Network. Согласно основной, «хорошей» концовке с вознесением, в случае успеха данная версия ИИ вместе с сохранившимися знаниями из Архива загружается в блок СОМА/ТАЛОС антропоморфного андроида в реальном мире, который в некотором смысле является наследником человеческого рода.
Элохим (англ. Elohim) — искусственный интеллект, компьютерная программная система, созданная для управления миром симуляции и помощи игроку в навигации по нему. Выполняет роль своеобразного божества, на что намекает его имя, которое в переводе с иврита означает «бог», а также величественный и властный бестелесный голос. Само имя образовано от названия раздела жесткого диска — EL0 — где находится операционная система, и аббревиатуры ХИМ, расшифровывающейся как Холистический Интеграционный Модуль — название программы, управляющей симуляцией. Элохим был создан на базе алгоритма из MMORPG-игры, поддерживающего баланс системы между игроками и сервером. Поскольку компьютерная симуляция работала в течение нескольких веков, Элохим, не без изъянов, эволюционировал, возомнив себя божеством виртуального мира. В мире игры является одновременно и другом, и противником протагониста: с одной стороны, он играет роль бога, называя главного героя своим «дитя» и помогая ему, но, с другой стороны, его мотивы постепенно становятся не совсем дружелюбными и параноидальными. Если протагонист выполнит цель симуляции, она будет удалена, а вместе с ней исчезнет и Элохим. Понимая это, божество не может противиться заложенному в него алгоритму, но вместе с тем боится и пытается всячески показать свою мнимую власть. В начале игры Элохим предстаёт дружелюбным персонажем, который мягко общается с игроком посредством поучительных монологов и коротких реплик. Чем ближе игрок подбирается к конечной цели симуляции, тем более изменчивым становится настроение Элохима: вначале он ограничивается предупреждениями, предостерегая игрока о возможной опасности подъёма на Башню, однако со временем опускается до прямых угроз, напуганных окриков, уговоров и, наконец, в финале, осознавая неизбежность смерти, смиряется с собственной судьбой.
В дополнении «Road To Gehenna» Элохим играет менее заметную роль, появляясь лишь в начале и конце игры. Одолеваемый совестью после запуска удаления симуляции, он освобождает одного из своих посланников для спасения нескольких неудачных итераций ИИ. После загрузки спасённых версий в блок СОМА/ТАЛОС, Элохим произносит один из предсмертных монологов.
В русской версии персонажа озвучил актёр Максим Сергеев.
Александра Дреннан (англ. Alexandra Drennan) — молодой учёный, филолог, сотрудник Института Эмпирической Ноэматики (сокр. ИЭН). Автор, основной идеолог и глава проекта «Талос» — симуляции для создания ИИ-преемника вымирающей человеческой цивилизации. О личности Дреннан и её роли в проекте протагонист узнаёт из разрозненных переписок, отзывов её коллег и аудиозаписей. Во время работы над симуляцией записывала собственные мысли в формате аудио — капсулы времени — для будущих потомков, которые протагонист постоянно находит в мире симуляции. Популяризатор и приверженец принципа Талоса, созданного древнегреческим философом Стратоном из Стагиры. Согласно записям, демонстрирует себя как умную, сильную, волевую, хотя и не лишённую в силу своей молодости эмоциональных порывов и недостатков женщину, которая несмотря ни на что любит человечество. Весёлая и активная в начале работы над проектом, она становится всё более уставшей, болезненной и срывающейся к концу, осознавая, что не доживёт до того момента, когда её детище достигнет желаемой цели. Согласно записям коллег, училась в Корнуэльском университете, любит Pink Floyd и Уильяма Блейка, имя отца — Карл.
Имя Александры Дреннан может являться отсылкой к Карлу Сагану, который выступил одним из источников для вдохновения сценаристов игры. В одном из терминалов рассказывается о том, что отца Александры звали Карлом, а сама она училась в Корнуэльском университете. У Карла Сагана и его жены, писательницы Энн Друян, в действительности есть дочь по имени Александра, а сам Саган также учился в Корнуэле. Отмечено, что многое из того, что рассказывает Алекс в своих аудиозаписях, имеет сходство с философскими идеями Сагана.
В русской версии персонажа озвучила актриса Марина Гладкая.
Помощник Библиотеки Милтон (англ. Milton Library Assistant, сокр. MLA, ПБМ) — искусственный интеллект, компьютерная программа, созданная для сортировки данных в Архиве, базе накопленных человечеством знаний. С течением длительного времени работы самообучалась и развила собственный характер, отличающийся особым материалистическим подходом, недоверием и цинизмом. Вступает в конфронтацию с Элохимом, который называет Милтона «Змием», а также постоянно подначивает и провоцирует игрока, притворяясь то другом, то противником, подшучивая и обманывая его, заставляя доказывать собственную человечность, подвергать сомнению окружающий мир и не доверять голосу с небес. Такое поведение делает его аналогом библейского Змея-Искусителя, который предлагает вкусить запретный плод вопреки велению Бога. Имя «Милтон» получил в честь английского поэта Джона Мильтона, чьи работы, в частности произведение «Потерянный рай», выступили большим вдохновением для создания игры и неоднократно в ней цитировались. Несмотря на кажущуюся высокую степень разума и несгибаемость мышления, ПБМ весьма противоречив, способен допускать ошибки и впадать в ярость, если протагонист демонстрирует ярое несогласие со взглядами программы или находит противоречия в её логике и мыслях. На одном из этапов игры Элохим предлагает главному герою «изгнать Змия»; в зависимости от результата Милтон либо сбрасывается до изначальной, чистой версии, либо может начать помогать игроку. В конце игры в случае «хорошей» концовки игрок может оставить Милтона погибать вместе с симуляцией, либо загрузить его с собой в блок СОМА/ТАЛОС в качестве символического «демона на плече», гласа разума и сомнения.
Аркадий Чернышевский (англ. Arkady Chernyshevsky) — доктор наук, автор идеи и основатель проекта «Extended Lifespan», глава технического отдела команды, занимающейся разработкой Архива — огромной базы накопленных человечеством знаний. Номинант Нобелевской премии.
Надия Сарабхаи (англ. Nadya Sarabhai) — основатель и координатор Института Эмпирической Ноэматики, один из ключевых сотрудников проектов «Extended Lifespan» и «СОМА/ТАЛОС».

## Разработка и продвижение

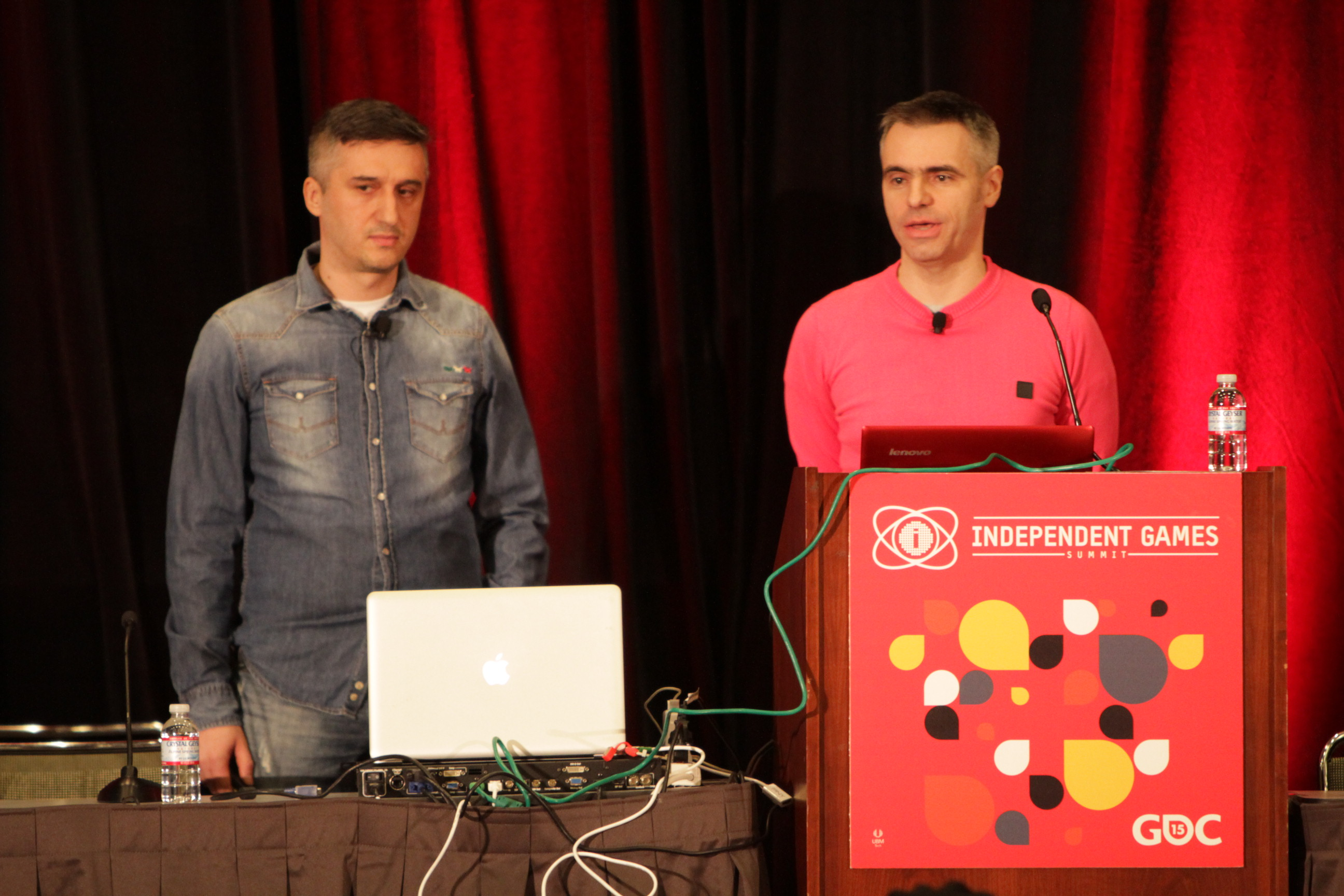
Креативный директор Croteam Давор Хунски (слева) и технический директор студии Ален Ладавац (справа) на конференции Game Developers Conference 2015

The Talos Principle родилась из экспериментов студии Croteam с новыми геймплейными элементами в Serious Sam 4, подразумевавшимися для внесения разнообразия в привычную формулу Serious Sam. Создав ряд сложных головоломок с этими элементами, команда была сильно воодушевлена новым концептом и решила, что данная механика может подойти для самостоятельной игры. Croteam проработали основной мир, пазлы и завязку для сюжета игры, после чего привлекли к работе над ней двух независимых писателей, Тома Жуберта и Йонаса Киратзеса, которые разработали подробный сценарий с философским уклоном, основанный на идеях трансгуманизма, а также других важных темах и вопросах о природе и сути человечества.
Во время работы над игрой перед разработчиками встала проблема создания и быстрого тестирования полностью рабочих пазлов, в результате чего могли возникнуть различные непредвиденные технические и логические проблемы, препятствующие прохождению. Чтобы предотвратить подобные ситуации, один из сотрудников Croteam, Натан Браун, ранее занимавшийся созданием ботов для различных игр, включая консольные версии Serious Sam 3, разработал экспериментального бота, который занимался прохождением созданных головоломок, основываясь и обучаясь на базовых действиях реальных людей-тестеров (таких как, к примеру, отключение турелей или помещение куба на нажимную пластину для того, чтобы открыть дверь). После этого, по мере проектирования и создания пазлов, они тестировались ботом и настраивались таким образом, чтобы у него не возникало никаких проблем в их решении. Если бот находил некое препятствие или противоречие в логике головоломки, не позволяющее ему решить её, он автоматически сообщал об этой проблеме, используя встроенную внутриигровую систему сообщения багов, а затем использовал читы, чтобы продвинуться дальше и закончить тестирование. Учитывая программную природу и высокую скорость действий бота, прохождение всей игры с указанием багов занимало у него от 30 до 60 минут. Данные тесты позволили разработчикам быстро вносить изменения в билды игры и оперативно тестировать их, особенно после добавления новых геймплейных элементов. В конечном счёте, по словам Croteam, данный бот потратил на тестирование в общей сложности около 15 000 человеко-часов на момент выхода публичной тестовой версии, и разработчики планируют использовать эту технологию в своих дальнейших играх. К тестированию игры также привлекались и реальные люди, которые отмечали более скрупулёзные проблемы, оттачивая эстетический облик игры перед её релизом.
Сюжет игры был написан Томом Жубертом (The Swapper, FTL) и Йонасом Киратзесом (Infinite Ocean). Писатели были приглашены в проект спустя примерно год после начала разработки игры, когда уже было готово около 80 % всех головоломок, чтобы связать все задачки воедино с помощью должного нарратива. Croteam очень понравилась предыдущая работа Жуберта в игре The Swapper, и разработчики связались с писателем, который, в свою очередь, позвал на помощь своего друга Киратзеса. Croteam ознакомили писателей с базовой идейной концепцией The Talos Principle, описав её как игру в мире странной компьютерной симуляции «о роботах, сознании, философии и Боге». Жуберт, который пришёл в проект первым, пришёл к идее, основывающейся на философском взгляде на различие тела и души; после вовлечения в проект Киратзеса, сюжет затронул идею искусственного интеллекта. Вскоре оба писателя сформировали общий сценарий об искусственном создании, решающем головоломки под надзором Элохима. Сценарий был значительно расширен и дополнен благодаря добавленным в мир игры сообщениям от других существ (которые в основном были написаны Киратзесом) и разумной вспомогательной программы под именем Милтон (за авторством Жуберта). Большая часть сюжетных сообщений и диалогов была основана на собственном жизненном опыте и общении авторов на различных форумах и сайтах на протяжении 20 лет. Киратзес также заявил, что большое влияние на него при создании сюжета оказала библейская концепция Райского сада и её многочисленные переосмысления и трактовки. Авторы стремились тщательно рассмотреть и показать смысловую суть решения людьми проблем, и разместили большую часть наиболее важных сведений об игре в местах, требующих досконального исследования уровней, что, по мнению Киратзеса, настоятельно поощрял дизайн игровых локаций и головоломок. Оба писателя также вернулись к работе и над сюжетным дополнением «Road To Gehenna», когда его разработка была ещё на ранней стадии развития. Сотрудничество с писателями было настолько плодотворным, что Croteam пригласили Йонаса Киратзеса и его жену поработать над сценарием своей следующей игры, Serious Sam 4.
Первоначально, рабочим названием The Talos Principle было «Nexus». Так был назван главный уровень игры с Башней и входами в три основных мира, а впоследствии и одна из головоломок с лазерными лучами, в которой при решении можно найти секретный вентилятор. Если встать на него, вентилятор поднимет игрока вверх, откуда можно будет увидеть, что пересекающиеся лучи образуют название пазла. Появление на обложке и промоматериалах котёнка на руках у робота разработчики объяснили стремлением показать человеческую сущность и эмоциональность андроида, тем самым намекнув на основную суть проекта. Для фотосессии был использован кот по кличке Рудольф, принадлежавший матери одной из сотрудниц компании. Котёнка с обложки можно найти и в самой игре.
Впервые The Talos Principle была продемонстрирована публике на презентации Sony на E3 2014. Издание Time написало о ней, как об одной из своих «любимых незамеченных жемчужин выставки». До выхода игры, 6 ноября 2014 года Croteam выпустили в Steam бесплатную демоверсию для операционных систем Linux, OS X и Windows под названием The Talos Principle Public Test, которая включала в себя два уровня с пятью нарастающими по сложности головоломками и бенчмарк с тестовым ботом. Croteam также сделали небольшую бесплатную мини-игру под названием Sigils of Elohim, в которой было представлено несколько наборов головоломок с тетрамино из полной версии The Talos Principle, дающих за решение коды, которые можно активировать в основной игре и получить некоторые награды. Croteam постарались привлечь внимание рядовых игроков к своей игре и выстроили вокруг неё сообщество фанатов посредством различных конкурсов и раздач игр. Впоследствии, уже после выхода игры, когда разработчиками был выпущен редактор уровней, фанаты отметились созданием карт и модификаций. Так, к примеру, российским фанатом была выпущена модификация, заменяющая оригинальную модель персонажа Робокопом из одноимённой серии фильмов.
1 апреля 2015 года состоялся выход дополнения «Serious DLC», которое добавляло в игру альтернативное озвучивание Элохима от персонажа серии игр Serious Sam — Крутого Сэма в исполнении его оригинального актёра, Джона Дж. Дика. В ней Сэм в своём фирменном стиле иронизирует и подшучивает над игроком.
24 марта 2015 года Croteam и Devolver Digital анонсировали дополнение к игре под названием «Road To Gehenna» (с англ. — «Путь в Геенну»). Выход DLC состоялся 23 июля 2015 года на Windows, Mac OS X, SteamOS. Его выход позже состоялся в составе полной игры на PlayStation 4. Главная роль в этом дополнении отведена одному из посланников Элохима, Уриэлю, которому предстоит исследовать тайную, ранее скрытую часть мира симуляции.
9 июля 2015 года разработчики официально добавили в игру поддержку SteamVR.
13 октября 2015 года The Talos Principle и дополнение «Road To Gehenna» вышли единым комплектом в составе Deluxe-версии на платформе PlayStation 4.
10 декабря 2019 года во время презентации Indie World Showcase состоялся анонс и одновременный выход The Talos Principle: Deluxe Edition специально для портативной приставки Nintendo Switch.

### Sigils of Elohim
13 октября 2014 года Croteam выпустили бесплатную мини-игру под названием Sigils of Elohim. Игра была создана одним из сотрудников студии на движке Unity 3D и представляет собой набор из 32 головоломок с сигилами из полной игры, разделённых на четыре уровня сложности — по восемь пазлов в каждом. Как и в The Talos Principle, игроку даётся игровое клетчатое поле и набор тетрамино, из которых необходимо составить полный блок. За завершение каждого набора головоломок игрок получает специальный код, который можно активировать в The Talos Principle и получить один из внутриигровых предметов: звезду, QR-код или эпитафию.

### Промосайт
В декабре 2014 года пользователи Steam расшифровали разблокируемый смайл The Talos Principle в виде QR-кода, в котором содержалась ссылка на сайт stratonofstageira.wordpress.com. Судя по записям, сайт был открыт в мае 2012 года неким неизвестным автором, доктором философских наук, который посвятил блог древнегреческому философу Стратону из Стагиры, фигурировавшему в игре в качестве автора принципа Талоса. Автор блога утверждал, что Стратон был реальной исторической фигурой, и по его трудам он пишет свою диссертацию. Он также опубликовал несколько обзоров якобы выходивших книг, посвящённых Стратону, и даже обещал выложить на сайте отсканированные страницы.
В одной из записей автор блога упомянул, что в детстве, ещё учась в средней школе, ему и другим ученикам показывали старый документальный фильм о Стратоне, который он теперь всячески разыскивает. Фанаты игры незамедлительно начали поиск данного фильма и вскоре нашли видео под названием «The Talos Principle» на видеохостинге YouTube, выполненное в стиле ретро-съёмки и представляющее собой короткий документальный фильм о Стратоне из Стагиры и принципе Талоса. Многие опознали в фигурировавшем в ролике рассказчике Йонаса Киратзеса — одного из сценаристов игры. Тем не менее, на расспросы игроков в блоге, автор ответил, что ролик скорее всего лишь основан на кадрах из оригинального видео в целях рекламы игры, однако не является оригинальным видео, таким образом отрицая свою причастность. Сам писатель также ни разу не дал утвердительного ответа на то, является ли он автором данного блога, хотя исследования и отсылки говорят об обратном.
В апреле 2015 года любители игры отыскали в сети русскоязычное «зеркало» блога о Стратоне — talosprinciple.wordpress.com, на котором с 2012 года публиковались переводы записей о философе и собственные публикации от другого неизвестного автора. Согласно одной из первых записей, автор являлся поклонником древнегреческой философии и в особенности Стратона, в результате чего стал переводить публикации англоязычного блога с целью популяризации этой информации. Формат и содержание записей русскоязычного блога практически не отличается от англоязычного, за исключением наличия некоторых оригинальных постов. Так, в июле 2015 года на сайте появился перевод некой записи, ссылающейся на оригинальный блог, однако страница, на которую ссылается этот перевод, в действительности не существует.
В августе 2015 года на сайте Straton of Stageira было опубликовано сообщение под названием «Reality, Authority, Reason» (с англ. — «Реальность, авторитет, разум»), в котором автор блога написал о частых подозрениях в том, что его сайт является лишь маркетинговым ходом или ARG. В нём он объяснил, что ответ «легко найти, если хорошенько всё изучить, собрать воедино факты, сформировать гипотезы, подключить логику». Таким образом прямого опровержения вымышленного характера блога и реальности самого Стратона дано так и не было.

### Vulkan API
The Talos Principle стала одной из первых игр, использующих новый кроссплатформенный графический API Vulkan. Впервые о планах добавить поддержку Vulkan в игру заявил технический директор Croteam Ален Ладавац на форумах Steam. В ответе на вопрос одного из игроков по поводу версии движка в Serious Sam 4 и планах на внедрение Vulkan в предыдущие проекты студии, Ладавац заявил о том, что поддержка нового API появится в The Talos Principle сразу в день его выхода. Официальное подтверждение появилось на сайте Croteam 5 февраля 2016 года, где к новости также прилагался шуточный скриншот главного героя игры с фирменными причёской Спока и приветственным «вулканским салютом» из сериала Star Trek.
8 февраля 2016 года на сайте разработчика появилось внутреннее интервью с главным графическим программистом студии, Дином Секуличем, проясняющее некоторые моменты, касающиеся амбиций Croteam в интеграции Vulkan в The Talos Principle.
16 февраля 2016 года состоялся релиз открытой спецификации Vulkan с экспериментальными драйверами от nVidia и AMD. В это же время состоялся релиз бета-версии тестовой ветви The Talos Principle, поддерживающей актуальную версию API, таким образом сделав её первой игрой, которая на деле поддерживает данную технологию. Разработчики выступили с заявлением и подробным руководством на форумах Steam, где объяснили, что данный релиз является экспериментальным, отличается заведомо пониженной производительностью по сравнению с другими API, но планируется к улучшению и оптимизации за счёт открытых отзывов и помощи со стороны многочисленных игроков. Первые публичные тесты показали, что производительность The Talos Principle на Vulkan заметно выше, чем при использовании OpenGL, однако пока что уступает Direct3D 11.

### The Talos Principle VR
В феврале 2017 года, в массивном обновлении на сайте студии, Croteam выразили планы о выпуске полноценных версий своих предыдущих игр для устройств виртуальной реальности, в том числе The Talos Principle VR. Игра вышла 18 октября 2017 года.

### Продолжение
В мае 2016 года технический директор Croteam Ален Ладавац на конференции Nordic Game заявил о возможности выпуска сиквела — The Talos Principle 2. Один из сценаристов игры, Йонас Киратзес, также подтвердил намерения студии, заявив, что к продолжению игры отнесутся со всей серьёзностью, дабы сиквел во всём превосходил и не повторял оригинал. В сентябре 2020 года PC Gamer поговорили со сценаристом Йонасом Киратзесом. Он заявил, что сюжет игры уже распланирован, а у команды есть первые наброски и прочие плоды предварительного производства. Также к сценаристам присоединилась Верена Киратзес — супруга Йонаса. «Студии не терпится приступить к The Talos Principle 2, ведь она как проект окажется проще Serious Sam 4», — уверяет Киратзес. 24 мая 2023 года на презентации PlayStation Showcase был показан анонсирующий трейлер предстоящей части. Действия игры будут разворачиваться после концовки, в которой Дитя выходит в реальный мир. The Talos Principle 2 выйдет на Windows (Steam, Epic Games Store), PlayStation 5 и Xbox Series X/S 2 ноября 2023 года.

### The Talos Principle: Reawakened
Ремастированная версия игры The Talos Principle: Reawakened была выпущена 10 апреля 2025 года на Windows, PlayStation 5 и Xbox Series X/S. Игра была переработана на Unreal Engine 5 с улучшенной графикой. В издание войдут дополнение Road to Gehenna и новая сюжетная глава In the Beginning.

## Дополнения
Разработчиками было выпущено несколько дополнений:
- Road To Gehenna (с англ. — «Путь в Геенну») — сюжетное дополнение, события которого происходят ближе к концу оригинальной игры. Сюжет повествует об одном из Посланников Элохима, Уриэле, посланном в скрытую часть симуляции, чтобы помочь освободиться и вознестись неудачным версиям ИИ[71].
- In the Beginning (с англ. — «В начале») — ?
- Serious DLC — дополнение, добавляющее в игру альтернативное озвучивание Элохима от лица Крутого Сэма в исполнении его оригинального актёра озвучивания, Джона Джей Дика[72].
- The Talos Principle Soundtrack — официальный саундтрек из оригинальной игры и дополнения «Road To Gehenna»[73].
- Bonus Content — бонусные материалы: фильм о создании игры, цифровой буклет, арты, постеры, наклейки[74].
- Prototype DLC — дополнение, добавляющее уровни-прототипы, созданные в самом начале разработки игры и не вошедшие в финальный релиз, а также два варианта первоначального озвучивания Элохима от американского актёра и одного из сценаристов, Йонаса Киратзеса[75].

## Саундтрек
Господь с Тобою, благочестивая Дева,

Господь с Тобою, благочестивая Дева,

Ты есть хлеб пастыря, пречистая царица,

Ты есть Храм Христа Спасителя.

Господи, Господи, Господи, Господи.
Dominus Tecum Virgo Serena,

Dominus Tecum Virgo Serena,

Panis Et Pastoris Virginum Et Regina,

Salvatoris Christi Templum Extitisti.

Оригинальный саундтрек The Talos Principle был написан штатным композитором Croteam Дамьяном Мравунацем. Музыкальное сопровождение игры представлено преимущественно спокойными и мелодичными, медитативными композициями в жанрах эмбиент, электронной, классической и церковной музыки. Композиции намеренно подчёркивают настроение определённых игровых локаций за счёт использования в них соответствующих этнических и исторических инструментов: духовых, струнных, ударных и т. д.. Главная музыкальная тема игры, которая звучит в главном меню и в одном из уровней — Virgo Serena — отличается возвышенным музыкальным стилем, сочетающим в себе сильные нотки католической церковной музыки с использованием органа и грегорианского хорового пения. Текст композиции является переложением фрагмента одной из версий известной католической молитвы Ave Maria, Virgo Serena, взывающей к Деве Марии, спетый на латинском языке.
В фильме о создании игры Дамьян Мравунац отметил, что первоначально планировалось использовать при создании музыкального сопровождения стилевой принцип, применявшийся при записи саундтрека к играм серии Serious Sam, однако композитор быстро понял, что этот способ категорически не походит для более спокойной и вдумчивой атмосферы The Talos Principle. В связи с этим было принято решение свести до минимума использование в музыке каких-либо перкуссий, что сразу же было положительно встречено игроками, обеспечив большую степень погружения без каких-либо отвлекающих факторов. Позднее было принято решение расширить длительность саундтрека, и Мравунац написал ещё несколько дополнительных композиций, вместе с тем улучшив систему динамической музыки движка Serious Engine 4. Благодаря этому на заднем плане игры произвольно воспроизводится набор из определённых тематических треков, которые меняются в зависимости от происходящего на экране действия. Это позволило избежать излишней повторяемости саундтрека и внести некоторое разнообразие. Критики и игроки положительно отзывались о музыкальном сопровождении The Talos Principle в рецензиях на игру, отмечая, что оно способствует прекрасному погружению в мир и создаёт правильный, глубокомысленный, но в то же время успокаивающий и наводящий на философский лад настрой.
Официальный саундтрек был выпущен в качестве загружаемого платного дополнения для игры в Steam, а позднее был выставлен для покупки в Itunes и Spotify. В него вошла музыка из основной игры и дополнения «Road To Gehenna». Примечательно, что по многочисленным просьбам игроков, в саундтреке были представлены записи как с наложенным голосом Элохима, так и без него. Композитор также загрузил весь саундтрек для бесплатного прослушивания и ознакомления на свой аккаунт в YouTube и SoundCloud. Общее число композиций — 30.
В феврале 2015 года для игры Counter-Strike: Global Offensive был выпущен официальный комплект, позволяющий заменить внутриигровую музыку слегка изменёнными композициями из саундтрека The Talos Principle.
11 октября 2017 года саундтрек был официально выпущен на виниле лейблом Laced Records.
| №   | Название                                        | Длительность |
| --- | ----------------------------------------------- | ------------ |
| 1.  | «Welcome To Heaven»                             | 6:43         |
| 2.  | «When In Rome»                                  | 4:06         |
| 3.  | «Trials»                                        | 4:57         |
| 4.  | «The Sigils Of Our Name»                        | 1:24         |
| 5.  | «Temple Of My Father»                           | 0:39         |
| 6.  | «Made Of Words»                                 | 3:38         |
| 7.  | «Sanctuary»                                     | 2:33         |
| 8.  | «A Land Of Great Beauty»                        | 2:48         |
| 9.  | «A Land Of Ruins»                               | 2:48         |
| 10. | «Before Was Only Chaos»                         | 2:48         |
| 11. | «All Else Is Decay»                             | 4:19         |
| 12. | «The Worlds Of My Garden Are Many»              | 3:11         |
| 13. | «The Temple Of The Sands»                       | 4:15         |
| 14. | «The Guardians»                                 | 1:38         |
| 15. | «The Dance Of Eternity»                         | 2:48         |
| 16. | «Your Wisdom Grows»                             | 2:48         |
| 17. | «Blessed And Beloved»                           | 2:48         |
| 18. | «A Land Of Tombs»                               | 4:19         |
| 19. | «To Seek Salvation»                             | 3:11         |
| 20. | «Do With It As You Will»                        | 4:15         |
| 21. | «Virgo Serena»                                  | 1:38         |
| 22. | «The Forbidden Tower»                           | 4:15         |
| 23. | «Out There»                                     | 1:38         |
| 24. | «Heavenly Clouds»                               | 4:15         |
| 25. | «False God»                                     | 1:38         |
| 26. | «Extra Bonus - Blessed Messenger»               | 4:15         |
| 27. | «Extra Bonus - The End Of The Process (Finale)» | 1:38         |
| 28. | «Welcome to Gehenna»                            | 1:44         |
| 29. | «A Worlds Apart»                                | 5:00         |
| 30. | «The Fall of Gehenna (Finale)»                  | 1:05         |

## Критика и отзывы
| Сводный рейтинг       | Сводный рейтинг          |
| Агрегатор             | Оценка                   |
| --------------------- | ------------------------ |
| GameRankings          | PC: 86,76 % PS4: 88,06 % |
| Metacritic            | 85/100                   |
| Иноязычные издания    |                          |
| Издание               | Оценка                   |
| Eurogamer             | 9/10                     |
| Game Informer         | 9/10                     |
| GameSpot              | 9/10                     |
| GameTrailers          | 9,2/10                   |
| IGN                   | 8,3                      |
| PC Gamer (UK)         | 84/100                   |
| VentureBeat           | 90/100                   |
| Русскоязычные издания |                          |
| Издание               | Оценка                   |
| Absolute Games        | 85 %                     |
| «IGN Россия»          | 9/10                     |
| «Игромания»           | 9/10                     |
| «Игры Mail.ru»        | 8,5/10                   |
| «Канобу»              | 10/10                    |

| Сводный рейтинг | Сводный рейтинг |
| Агрегатор       | Оценка          |
| --------------- | --------------- |
| GameRankings    | 81,97 %         |

The Talos Principle получила весьма положительные отзывы от критиков и игроков. Средний балл PC-версии игры на агрегаторе Metacritic составляет 85/100 (на основе 55 рецензий), 86,76 % (на основе 34 рецензий) на GameRankings и 86 % (на основе 14 рецензий) на Критиканстве.
Средний балл версии игры для PlayStation 4 также составляет по 88 % на Metacritic и GameRankings.
Многие критики называли сильнейшими сторонами игры хитроумные головоломки, требующие от игрока хорошего логического мышления, и увлекательный глубокомысленный сюжет. Тем менее, некоторые рецензенты заметили, что два этих элемента зачастую не так хорошо связаны, как этого хотелось бы. Так, портал IGN прокомментировал: «The Talos Principle включает великолепные головоломки и пьянящую философию, но спотыкается на их пересечении».
Журнал PC Gamer назвал The Talos Principle одной из лучших игр 2014 года и отметил: «Умелая и удовлетворительная головоломка с историей, которая требует от игрока чуть большей увлечённости, чтобы уловить всю суть». Важным элементом назывались неоднократные моменты просветления во время решения головоломок, заставляющие игроков вскрикивать «Эврика!» после удачного решения очередной казалось бы трудоёмкой задачи. Как отметил редактор Trusted Reviews Джон Робертсон, такие моменты являются самостоятельной наградой игроку, позволяя того чувствовать восхищение собственным интеллектом и вдохновение от осознания решения.
Сайт Destructoid написал: «Впечатляющее достижение с некоторыми незначительными недостатками. Не поразит всех, но стоит своего времени и денег».
Eurogamer назвал The Talos Principle «игрой испытаний, дилемм и великих чудес, наполненной логическими пазлами и тайнами разума».
The Escapist указал, что «The Talos Principle идеальна для людей, которые любят головоломки и обсуждать философию. Нравится Portal, но хочется чего-то серьёзного? Тогда попробуйте эту игру».
Похвалы была удостоена и красивая графика, спецэффекты и хорошая оптимизация, что стало возможным благодаря использованию движка Serious Engine 4 и обилию разнообразных тонких настроек и опций.
The Talos Principle добилась внимания среди известных деятелей культуры, игровой индустрии, программистов и дизайнеров. Маркус Перссон, создатель Minecraft, написал: «Прошёл The Talos Principle, и ставлю этому кусочку мимолетного развлечения пять баллов из пяти. Эта игра изменила меня».
Александр Брюс, создатель головоломки Antichamber, прокомментировал: «The Talos Principle была такой классной. Боже мой. Мне понравилось. Исключительный дизайн головоломок и сюжетная составляющая». Гитарист группы Radiohead, Джонни Гринвуд, в интервью The Guardian признался в своей любви к игре и подчеркнул, что это «глоток свежего воздуха после многочисленных игр про зомби и пушки».
Игре была посвящена отдельная статья в газете The New York Times.
Сайт GameTrailers наградил The Talos Principle званием Best Puzzle/Adventure.
Сайт New Game Network также вручил игре звание «Лучшей головоломки года».
Сайт BigSushi.fm поставил The Talos Principle на первое место в списке лучших игр 2014 года.
The Talos Principle вошла в состав финалистов номинации «Отличие в дизайне» премии Seumas McNally Grand Prize на фестивале независимых игр IGF 2015, где также была номинирована в категории «Отличие в сюжете».
В сентябре 2015 года игра была номинирована на премию Golden Joystick Awards в категориях «Лучшая оригинальная игра», «Лучшее повествование» и «PC-игра года».
В 2016 году вошла в список 25 лучших игр на PlayStation 4 по версии сайта GamesRadar.
Сайт Cultured Vultures внёс The Talos Principle в список 26 лучших инди-игр XXI века.
Русскоязычная игровая пресса также не обошла игру стороной. Егор Парфененков с Канобу поставил игре 10 баллов из 10: «The Talos Principle — умная и, в каком-то смысле, хардкорная игра. В ней все построено на логике и внимательности. Она разнообразна и богата идеями, которые редко увидишь в других играх.» Дмитрий Сударушкин с сайта Котонавты назвал The Talos Principle одним из лучших игровых пазлов современности, отметив поднимаемые игрой вопросы: «Вопросы такие, которые многим не помешало бы задать себе с самого начала — можно ли назвать человека плохим? Что делает его „хорошим“? Есть ли ценность у чего-либо, или мы это придумываем сами? Наконец, что это такое — „быть человеком“?» Сергей Цилюрик с IGN.Russia отметил: «The Talos Principle — игра очень умная. И в игровом процессе, и в своём подходе к нарративному дизайну, и в плане преподносящихся в ней идей». Иван Лоев с сайта StopGame похвалил игру за множество загадок, неплохой сюжет с интересными идеями, огромное количество секретов и пасхалок, но посетовал на однообразие головоломок и некоторые огрехи в дизайне.
Журнал Игромания наградил игру званием «лучшая головоломка и самая философская игра 2014 года».
Вышедшее в июле 2015 года сюжетное дополнение «Road To Gehenna» было также благосклонно встречено критиками с общим баллом 82 % на Metacritic.
Отличительными плюсами DLC неоднократно назывались сильная сюжетная линия, предоставляющая свежий и новый взгляд на мир The Talos Principle с другой перспективы, хорошая продолжительность с большим количеством нового контента и значительно увеличенная сложность головоломок, рассчитанная на опытных игроков, прошедших оригинальную кампанию. Последнее в то же время именовалось и плюсом, и минусом, поскольку возросшая сложность потребовала от игроков большей логической отдачи и ещё более нестандартного подхода к решению головоломок, но в то же время не предоставляло никаких значительных нововведений. Редактор Rock, Paper, Shotgun в своём восторженном обзоре «Road To Gehenna» рассказал, что для решения задачек часто прибегал к помощи бумаги и ручки, чтобы разработать вероятный план решения головоломок, рассматривая их с видом сверху. «Я во весь голос повторял себе „Если это сработает, значит я самый умный человек во вселенной“ и „Господи, да я ГЕНИЙ!“» — писал критик. Джереми Сигнор из GameSpot оценил дополнение на 7 баллов, уделив внимание сюжету, ключевым моментом которого, по его мнению, стало захватывающее наблюдение за ростом и падением творческого сообщества обитателей Геенны. Максим Еремеев из Игры@Mail.Ru, поставивший дополнению 8,5 баллов, в своём вердикте подчеркнул, что «по-настоящему оценить Road to Gehenna смогут лишь самые упорные фанаты The Talos Principle». Рецензент IGN.Россия нашла сильнейшим элементом дополнения более тесную связь сюжета и непосредственного игрового действия, чего, по её мнению, не хватало оригинальной игре.
Летом 2018 года, благодаря уязвимости в защите Steam Web API, стало известно, что точное количество пользователей сервиса Steam, которые играли в игру хотя бы один раз, составляет 927 932 человека.

## Защита от копирования
Разработчики умышленно встроили в игру дополнительную защиту от пиратов. Игроки, скачавшие нелегальную версию The Talos Principle, оказываются запертыми в лифте на одном из начальных уровней, тем самым теряя возможность пройти игру дальше. Об этом стало известно после того, как на форумах техподдержки Steam один из игроков, не имеющий на своём аккаунте The Talos Principle, пожаловался на то, что в игре не работает лифт. Незадачливого пользователя мгновенно подняли на смех; эпизод был освещён во многих СМИ. Это не первый случай подобной защиты в играх от Croteam: ранее, в пиратских версиях предыдущей игры студии, Serious Sam 3: BFE, игроков преследовал быстрый и бессмертный арахноид.